# Iberê Camargo
Iberê Bassanti Camargo (Restinga Seca, 18 de noviembre de 1914 — Porto Alegre, 9 de agosto de 1994) fue un pintor, profesor y grabador brasileño, considerado uno de los artistas plásticos brasileños más importantes del siglo XX.

## Biografía
Camargo nació en Restinga Seca, pequeña localidad rural en el estado de Río Grande del Sur. A los catorce años de edad, estudió pintura con Frederico Loebe y Salvador Parlagresco en la Escuela de Artes y Oficios de Santa María. En 1939, se mudó a Porto Alegre para estudiar un curso de dibujo técnico de arquitectura en el Instituto de Bellas Artes. Tres años después, recibió una beca del gobierno estadual y se radicó en Río de Janeiro, donde estudió en la Escuela Nacional de Bellas Artes. En 1934, junto a otros pintores, fundó el Grupo Guignard, nombrado así por su maestro Alberto da Veiga Guignard. Comenzó su carrera como grabador y se convirtió en profesor de esa disciplina. En 1947, se le asignó el primer premio del Salón Nacional de Bellas Artes que le concedía una beca de estudios en Europa. En París, estudió pintura con André Lhote y en Roma con Giorgio de Chirico. Volvió a Brasil en 1950, donde se vuelve un activista en contra de los impuestos al material de pintura importado, organizando el Salón Blanco y Negro. En 1952 fue designado como miembro de la Comisión Nacional de Artes Plásticas. Al año siguiente, fundó el curso de grabado en el Instituto Municipal de Bellas Artes de Río de Janeiro, actual Escola de Artes Visuais do Parque Lage, donde tiene entre sus alumnos artistas como Regina Silveira, Eduardo Sued, Carlos Vergara y Carlos Zilio. En 1961 se le concedió el premio al mejor pintor en la VI Bienal de Sao Paulo. En 1966, pintó el mural de 49 metros cuadrados que engalana la sede de la Organización Mundial de la Salud en Ginebra. Expuso sus obras en las bienales internacionales de Venecia, Tokio, México y Sao Paulo; en recintos como el Museo Guggenheim de Nueva York, en el Museo Nacional de Osaka, el Museo de Arte Moderno de París (1973), y la Galería Debret en París (1979), así como dos retrospectivas mayores en el Museo de Arte de Sao Paulo y el Museo de Arte Moderno de Río de Janeiro en 1986.
El 5 de diciembre de 1980, durante una pelea en Rua Sorocaba, Río de Janeiro, Iberê -de entonces 66 años- disparó con su revólver al ingeniero Sérgio Alexandre Esteves Areal, de 32 años, quien resultó muerto. Preso flagrante, fue detenido por 28 días en el Batallón de Choque de la Policía Militar. Alegando legítima defensa, fue absuelto el 30 de enero de 1981. Tras el incidente, regresó a Porto Alegre. En 1986 recibió el título de doctor honoris causa por la Universidad Federal de Santa María. Falleció de cáncer el 9 de agosto de 1994.

## Estilo y legado
Iberê Camargo se consideraba un seguidor de Maurice Utrillo, de Goya entre los maestros de mayor edad, y de Francis Bacon y de Kooning entre los modernos. Ha sido considerado como un artista con una visión trágica del mundo, que hacía de su tormenta interior la motivación de su obra, melancólico y sombrío, consagrado como uno de los mayores exponentes del expresionismo abstracto en Brasil.

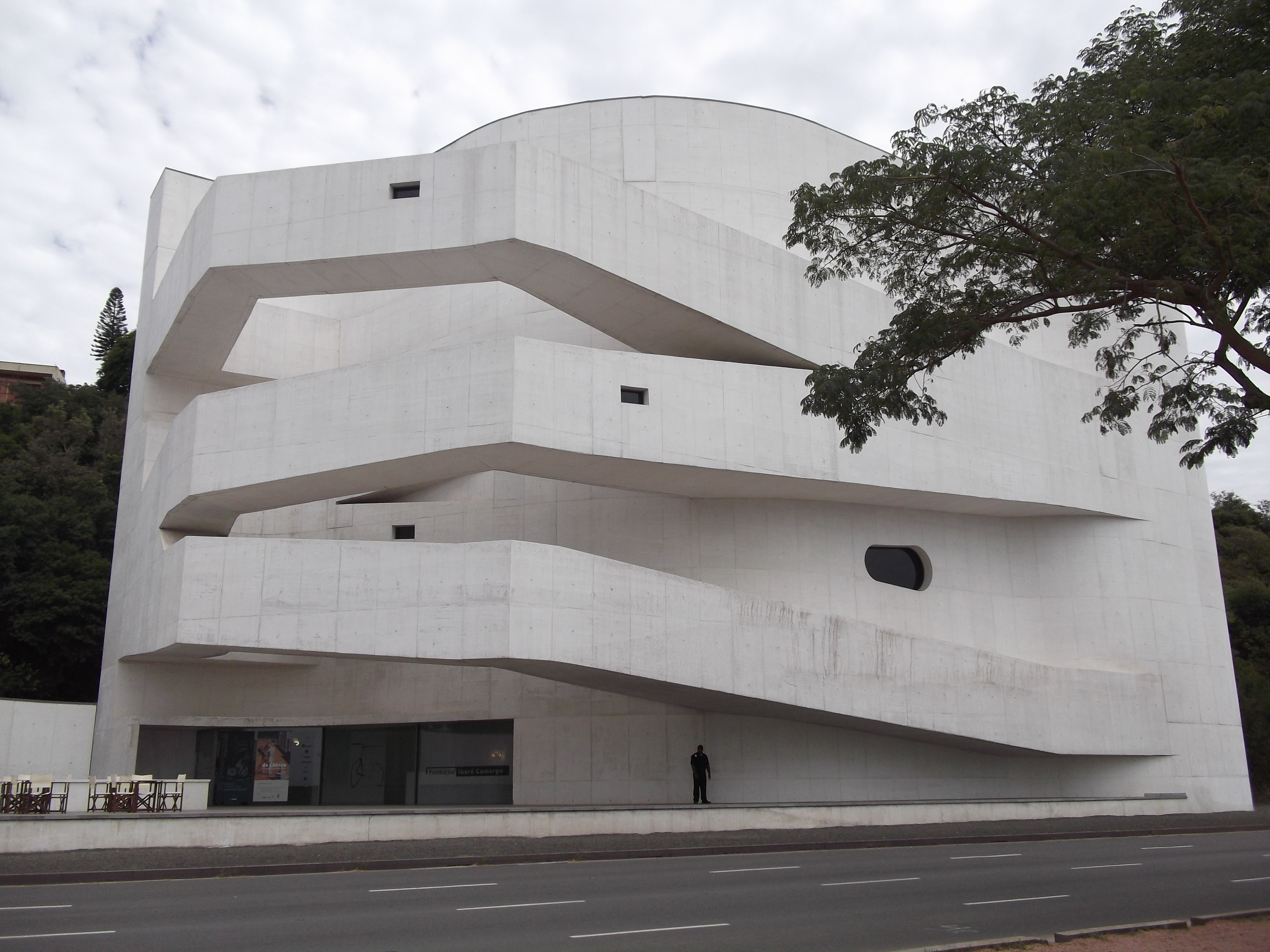
Fundación Iberê Camargo

Sus primeras obras fueron retratos y paisajes rurales y luego urbanos. La tendencia al oscurecimiento de su paleta y la dedicación a temas ligados al ambiente de estudio se acentúan a partir de 1958. Una hernia discal lo obligó a pintar solamente en su taller, y subsecuentemente su trabajo pasa a interesarse mayoritariamente por la disposición de objetos en naturalezas muertas, donde predominan tonos oscuros, azulados y violetas. Con el tiempo, aquellos cuerpos pierden su función representativa y se convierten en formas gruesas de tinta, iniciándose el trabajo abstracto de Camargo. Un aspecto más gestual da origen a los trabajos realizados a partir de los años 1960, muy próximos a la abstracción informal, que se conocen como Núcleos, Estruturas e Desdobramentos. A comienzos de los años 1970, aparecen signos y figuras reconocibles puntuando las pinceladas gruesas de colores indefinidos de su pintura. Esta dinámica predice la vuelta a la figuración del artista a partir de los años 1980.
En 1995, un año después de su muerte, su viuda, Maria Coussirat Camargo, fundó la Fundación Iberê Camargo, con sede en una antigua residencia del artista en el barrio Nonoai de Porto Alegre, la que tiene como objetivos la preservación, estudio y divulgación de su obra. En 2008, la sede se mudó al barrio de Cristal, a un edificio proyectado por el arquitecto português Álvaro Siza.